# Last of the American Girls
 (décembre 2023).
Si vous disposez d'ouvrages ou d'articles de référence ou si vous connaissez des sites web de qualité traitant du thème abordé ici, merci de compléter l'article en donnant les références utiles à sa vérifiabilité et en les liant à la section « Notes et références ».
Singles de Green Day
21st Century Breakdown
(2009) When It's Time
(2010)
Pistes de 21st Century Breakdown
Peacemaker Murder City
Last of the American Girls est une chanson du groupe punk américain Green Day et le cinquième extrait de leur dernier album, 21st Century Breakdown. 

## Clip vidéo
Il a été réalisé par Marc Webb. La vidéo alterne entre le groupe jouant dans un désert et le personnage qui apparaît dans le clip de 21 Guns,  Gloria, qui est également une protagoniste dans l'histoire de l'album 21st Century Breakdown. Il montre Gloria prenant part à des activités telles que se brosser les dents, regarder la télévision, le nettoyage ses ongles, et d'autres.